# علي بن حرب
علي بن حرب بن محمد بن علي بن حيان بن مازن بن الغضوبة، الطائي الموصلي (173 هـ - 265 هـ). إمام ومحدث ثقة وأديب، مسند وقته، ولد بأذربيجان وكان أبوه تاجر. رأى علي المعافى بن عمران، ولم يسمع منه، ونشأ بالموصل، ومات بها في شوال سنة 265 هـ، وقد كمل التسعين. وصلى عليه أخوه معاوية بن حرب.

## أخباره
قال يزيد بن محمد في «تاريخ الموصل»: رحل علي مع أبيه، وسمع وصنف، وخرج «المسند»، وكان عالما بأخبار العرب وأنسابها، أديبًا شاعرًا، وفد على المعتز بالله في سنة 254 هـ، وكتب عنه المعتز بخطه ودقق الكتابة، فقال: يا أمير المؤمنين، أخذت في شؤم أصحاب الحديث، فضحك المعتز وأطلق له ضياعا.

## روايته للحديث النبوي
- سمع: سفيان بن عيينة، وحفص بن غياث، وعبد الله بن إدريس، وأبا معاوية، وعبد الرحمن بن محمد المحاربي، ومحمد بن بشر، ومحمد بن فضيل، ووكيع بن الجراح، ويحيى بن يمان، وعبد الله بن نمير، وزيد بن الحباب، وعمرو بن عبد الجبار، والقاسم بن يزيد الجرمي، ويزيد بن هارون، ووهب بن جرير، وشبابة بن سوار، ويعلى بن عبيد، وأسباط بن محمد، وأبا داود الحفري، وأنس بن عياض الليثي، وزيد بن أبي الزرقاء وخلقا سواهم بالموصل، والحجاز والكوفة وبغداد والبصرة وواسط.
- حدث عنه: النسائي، ويحيى بن صاعد، والمحاملي، ومحمد بن مخلد، وأحمد بن إبراهيم البلدي الإمام، ويوسف بن يعقوب الأزرق، وابن أبي حاتم، وأبو عوانة، ومحمد بن جعفر المطيري، وعلي بن إسحاق المادرائي، وأحمد بن سليمان العباداني، ونافلته أبو جعفر محمد بن يحيى بن عمر بن علي بن حرب، وخلق كثير.[1]

## الجرح والتعديل
هذه جملة من أقوال العلماء فيه:
- قال أبو حاتم الرازي: «صدوق».
- قال أبو سعد السمعاني: «ثقة صدوقا».
- قال أحمد بن شعيب النسائي: «صالح».
- قال ابن أبي حاتم الرازي: «صدوق».
- قال ابن حجر العسقلاني: «صدوق فاضل».
- قال الخطيب البغدادي: «ثقة ثبت».
- قال الدارقطني: «في سؤالات أبي عبد الرحمن السلمي، والأزهري قال: ثقة».
- قال مسلمة بن القاسم الأندلسي: «ثقة».
- قال مصنفوا تحرير تقريب التهذيب: «ثقة، ولا نعلم فيه جرحا».